# Florian Sénéchal
Florian Sénéchal (Cambrai, 10 de juliol de 1993) és un ciclista francès, professional des del 2013 i que actualment corre amb l'equip Arkéa-B&B Hotels. En el seu palmarès destaca Le Samyn de 2019 i, sobretot, una etapa a la Volta a Espanya de 2021.

## Palmarès
- 2010
  - Vencedor d'una etapa a la Keizer der Juniores
- 2011
  - 1r a la Paris-Roubaix júnior
  - 1r a la Keizer der Juniores i vencedor d'una etapa
- 2011
  - 1r a la Brussel·les-Opwijk
- 2013
  - 1r al Memorial Henryk Łasak
  - 1r a l'Okolo jižních Čech i vencedor d'una etapa
- 2019
  - 1r a Le Samyn
- 2020
  - 1r a la Druivenkoers Overijse
- 2021
  - 1r al Primus Classic
  - Vencedor d'una etapa a la Volta a Espanya
- 2022
  -  Campió de França en ruta

### Resultats al Tour de França
- 2015. 135è de la classificació general
- 2017. 161è de la classificació general
- 2022. 107è de la classificació general

### Resultats a la Volta a Espanya
- 2016. Abandona (12a etapa)
- 2021. 118è de la classificació general. Vencedor d'una etapa

### Resultats al Giro d'Itàlia
- 2018. 135è de la classificació general
- 2019. Abandona (20a etapa)